# Майское (Харьковская область)
Майское (укр. Майське), село, 
Куньевский сельский совет,
Изюмский район,
Харьковская область.
Село Майское ликвидировано в 1977 году.

## Географическое положение
Село Майское находится на правом берегу реки Мокрый Изюмец, выше по течению и на противоположном берегу расположено село Чистоводовка, ниже по течению на расстоянии в 2,5 км расположено село Липчановка.
К селу примыкает небольшой лесной массив (акация, клен, дуб, сосна).